# Miles Stewart
Miles Stephen Stewart (Sídney, 4 de mayo de 1971) es un deportista australiano que compitió en triatlón.
Ganó tres medallas en el Campeonato Mundial de Triatlón entre los años 1991 y 1999 y una medalla en el Campeonato de Oceanía de Triatlón de 2004.

## Palmarés internacional
| Campeonato Mundial    | Campeonato Mundial     | Campeonato Mundial | Campeonato Mundial |
| Año                   | Lugar                  | Medalla            | Prueba             |
| --------------------- | ---------------------- | ------------------ | ------------------ |
| 1991                  | Gold Coast (Australia) | Medalla de oro     | Individual         |
| 1998                  | Lausana (Suiza)        | Medalla de bronce  | Individual         |
| 1999                  | Montreal (Canadá)      | Medalla de bronce  | Individual         |
| Campeonato de Oceanía |                        |                    |                    |
| Año                   | Lugar                  | Medalla            | Prueba             |
| 2004                  | Devonport (Australia)  | Medalla de plata   | Individual         |